# Nicomede (nome)
Nicomede  è un nome proprio di persona italiano maschile.

## Varianti
- Ipocoristici: Nico[4]

### Varianti in altre lingue
- Bielorusso: Нікамед (Nikamed)
- Bulgaro: Никомед (Nikomed)
- Catalano: Nicomedes
- Francese: Nicomède
- Georgiano: ნიკომედე (Nik'omede)
- Greco antico: Νικομήδης (Nikomedes)[2][4][6]
- Greco moderno: Νικομήδης (Nikomīdīs)
- Latino: Nicomedes[1][2][4][6]
- Russo: Никомед (Nikomed)
- Sloveno: Nikomed
- Spagnolo: Nicomedes
- Polacco: Nikomeds
- Ucraino: Нікомед (Nikomed)
- Ungherese: Nikomédész

## Origine e diffusione
Continua il nome greco Νικομήδης (Nikomedes), composto da νίκη (nike, "vittoria", o νῑκᾶν, nikan "vincere") e da μέδομαι (medomai, "pensare", "pianificare", oppure medos o mede, "discernimento", "meditazione", "consiglio"); il significato complessivo può essere interpretato come "colui che vince per il suo discernimento", "colui che prepara la vittoria" o "comandante alla vittoria".
In Italia, grazie al culto di san Nicomede, è attestato più o meno in tutta la penisola, ma è pochissimo diffuso e accentrato per un terzo delle occorrenze in Emilia-Romagna.

## Onomastico
L'onomastico può essere festeggiato il 15 settembre in memoria di san Nicomede, sacerdote e martire a Roma sotto Diocleziano. Con questo nome si ricorda anche un beato, Nicomedes Andrés Vecilla, uno dei martiri della guerra civile spagnola, commemorato il 18 agosto.

## Persone
- Nicomede, matematico greco del II secolo a.C.
- Nicomede, santo martire a Roma nel 90 d.C.
- Nicomede I, re di Bitinia
- Nicomede II, re di Bitinia
- Nicomede III, re di Bitinia
- Nicomede IV, re di Bitinia
- Nicomede di Sparta, reggente del re di Sparta Plistonatte
- Nicomede Bianchi, politico italiano